# Barnoldswick
Barnoldswick är en stad och civil parish i grevskapet Lancashire i England. Staden ligger i distriktet Pendle, cirka 15 kilometer nordost om Burnley och cirka 32 kilometer nordväst om Bradford. Tätorten (built-up area) hade 10 435 invånare vid folkräkningen år 2011.